# 샤이슈나가 왕조
샤이슈나가 왕조(산스크리트어: शिशुनाग वंश) 또는 시슈나가 왕조는 마가다의 왕조이다. 푸라나에 따르면, 이 왕조는 하리얀카 왕조를 이은 마가다의 두 번째 지배 왕조였다.
왕조의 개창자인 시슈나가는 처음에 하리얀카 왕조의 마지막 통치자인 나가다사카의 아마티야였고 기원전 413년에 반란을 일으킨 후 왕위에 올랐다. 이 왕조의 수도는 처음에 바이샬리였지만 나중에 칼라쇼카의 치세 동안 현재의 파트나 근처의 파탈리푸트라로 옮겨졌다. 전통에 따르면 칼라쇼카는 그의 10명의 아들들에 의해 계승되었다. 이 왕조는 기원전 345년에 난다 왕조로 교체되었다.